# Porodin (gmina Aleksinac)
Porodin (cyr. Породин) – wieś w Serbii, w okręgu niszawskim, w gminie Aleksinac. W 2011 roku liczyła 103 mieszkańców.